# Thymus laconicus
Thymus laconicus — вид рослин родини глухокропивові (Lamiaceae), ендемік Греції.

## Опис
Вид схожий на Thymus holosericeus але листки до 11 × 1.5 мм, вузько-лопатчаті, від туповерхих до субгостроверхих. Приквітки до 12 × 8 мм, яйцювато-еліптичні, субгостроверхі, дещо пурпуруваті. Чашечка 6–8 мм, з губами довшими ніж трубка, верхні зуби до 1.5 мм. Віночок ≈11 мм

## Поширення
Ендемік південної Греції.